# Лішки (гміна)
Гміна Лішки (пол. Gmina Liszki) — сільська гміна у південній Польщі. Належить до Краківського повіту Малопольського воєводства.
Станом на 31 грудня 2011 у гміні проживало 16267 осіб.

## Площа
Згідно з даними за 2007 рік площа гміни становила 72.03 км², у тому числі:
- орні землі: 82.00%
- ліси: 5.00%

Таким чином, площа гміни становить 5.86% площі повіту.

## Населення
Станом на 31 грудня 2011:
| Опис     | Загалом | Загалом | Чоловіки | Чоловіки | Жінки | Жінки |
| -------- | ------- | ------- | -------- | -------- | ----- | ----- |
| одиниця  | осіб    | %       | осіб     | %        | осіб  | %     |
| все      | 16267   | 100     | 7987     | 49.10    | 8280  | 50.90 |
| міське   | 0       | 100     | 0        |          | 0     |       |
| сільське | 16267   | 100     | 7987     | 49.10    | 8280  | 50.90 |

## Сусідні гміни
Гміна Лішки межує з такими гмінами: Забежув, Кшешовиці, Скавіна, Черніхув.